# 月桂寺 (新宿区)
月桂寺（げっけいじ）は、東京都新宿区河田町にある臨済宗円覚寺派の寺院。

## 歴史
同寺の創建は、寛永9年（1632年）、市ヶ谷に関叔碩三座原によって建てられた庵が基になっている。その後、同庵は当地に移転し、円桂山平安寺となった。その後、小弓公方家・足利頼純の娘で、豊臣秀吉や徳川家康などに仕えた月桂院の篤い帰依を受けた。月桂院からは100石の朱印地を受け、また明暦元年（1655年）に彼女が死去した際には同寺で葬儀が行われ、寺号も正覚山月桂寺と改めたと言われている。また同寺には、月桂院が奉納した「厄除御安産諸願成就の宝玉」（通称:安産宝珠）が寺宝として伝わる。それに因み、月桂寺は安産祈願などの寺としても知られる。
江戸時代には臨済宗の関東十刹の一つに数えられる格式ある寺院になった。
また、同寺は江戸幕府第5代将軍徳川綱吉の側用人・柳沢吉保からも篤い帰依を受け、吉保嫡男の柳沢吉里や吉保側室の正親町町子の墓がある。吉保自身の墓所は、吉保の生前には甲斐国甲府近郊の岩窪村（山梨県甲府市岩窪町）に吉保が創建した黄檗宗寺院・永慶寺に所在している。享保9年に柳沢氏が大和郡山へ転封となると、永慶寺は郡山へ移転され吉保の墓所は山梨県甲州市塩山小屋敷の恵林寺に改装された。その他、江戸時代の医師・渋江氏胤、明治時代に朝日新聞主筆としても活躍した池辺三山の墓がある。
寺庭には切支丹灯籠と呼ばれる織部灯籠がある（新宿区指定有形文化財）。

## 主な施設
- 本堂
- 織部灯籠

## アクセス
- 都営大江戸線・若松河田駅、牛込柳町駅からともに徒歩7分